# Cephalophini
I cefalofi (Cephalophini Blyth, 1863), noti in Africa australe con il nome afrikaans di duiker, sono una tribù di Bovidi originaria dell'Africa. Sono antilopi di piccole dimensioni, che vivono per lo più nelle foreste. Sebbene siano in gran parte sconosciuti, sono un taxon molto ricco di specie.

## Descrizione
Le specie più piccole non sono più grandi di un coniglio, ma le più grandi possono superare le dimensioni di un capriolo. A seconda della specie, la lunghezza testa-tronco varia tra 60 e 170 cm, l'altezza al garrese tra 40 e 80 cm e il peso tra 3,5 e 80 kg. La coda misura circa 5–10 cm. La colorazione varia da una specie all'altra. Le parti superiori presentano spesso una colorazione marrone, mentre quelle inferiori sono molto più chiare. Alcune specie hanno un manto giallastro o rossastro e il cefalofo zebra ha un motivo a strisce simile a quello di una zebra. Le corna possono essere presenti in entrambi i sessi o solo nei maschi (nei generi Philantomba e Sylvicapra). Queste, situate sulla parte posteriore della testa, sono brevi e rivolte all'indietro. In alcune specie sono completamente nascoste dai peli della testa. Il cranio ha un osso frontale notevolmente ispessito, che è in parte fortemente ossificato e funge da ariete. Inoltre, la scatola cranica è notevolmente grande rispetto a quella degli altri Bovidi.

## Distribuzione e habitat
Le varie specie di cefalofo vivono nell'Africa sub-sahariana, ma la maggior parte di esse abita le foreste pluviali tropicali delle regioni occidentali e centrali del continente, dove conducono uno stile di vita così riservato che vengono ancora scoperte nuove specie precedentemente sconosciute. Anche quelle specie che non vivono nella foresta pluviale prediligono le zone ricche di arbusti e cespugli, in cui trovare riparo all'occorrenza. I cefalofi non si spingono mai in aperta savana, ma alcune specie talvolta sono state viste sui monti fino a 3500 m di altitudine.

## Biologia

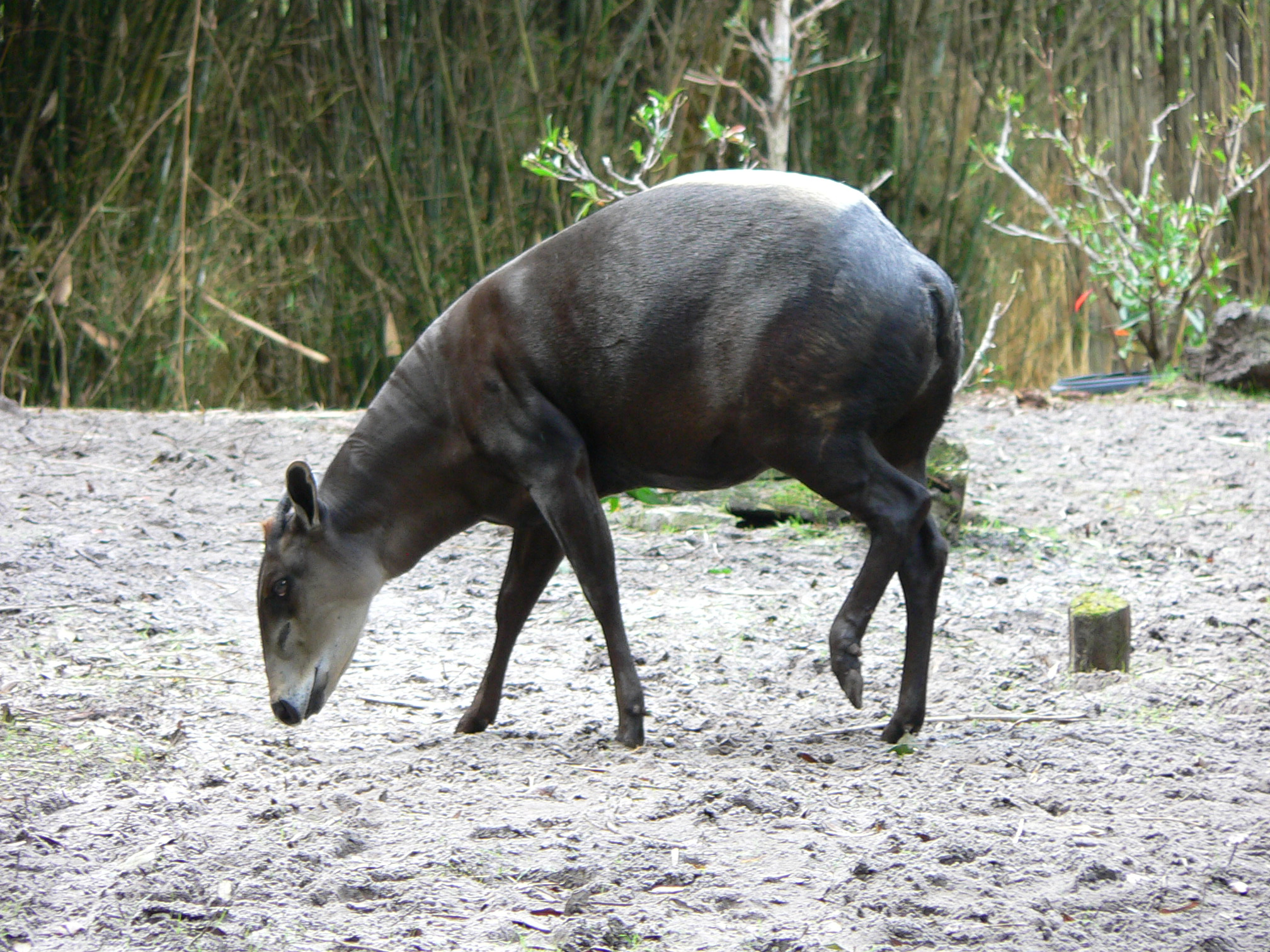
Cefalofo dei boschi

Le scarse conoscenze che abbiamo sui cefalofi sono sicuramente dovute al fatto che in natura possono essere osservati molto difficilmente, poiché sono attivi soprattutto di notte, sostano sempre nelle zone dove la vegetazione è più fitta e impraticabile e sono anche molto timidi e al minimo disturbo fuggono nel sottobosco. A questa caratteristica si deve il loro nome afrikaans duiker, che significa «tuffatore».
La loro dieta è costituita da erbe, foglie, frutti, tuberi e fiori. Almeno la silvicapra è stata vista occasionalmente mangiare insetti, rane, piccoli uccelli, topi e carogne, e si ritiene che altre specie si comportino in questo stesso modo, abbastanza insolito per un ruminante.
I cefalofi vivono da soli o in coppia. Sia i maschi che le femmine si comportano in modo molto aggressivo nei confronti degli altri esemplari dello stesso sesso. Presso i confini dei territori avvengono spesso risse combattute a suon di colpi delle piccole corna. Le femmine danno alla luce un unico piccolo dopo un periodo di gestazione di 120 giorni.

## Tassonomia

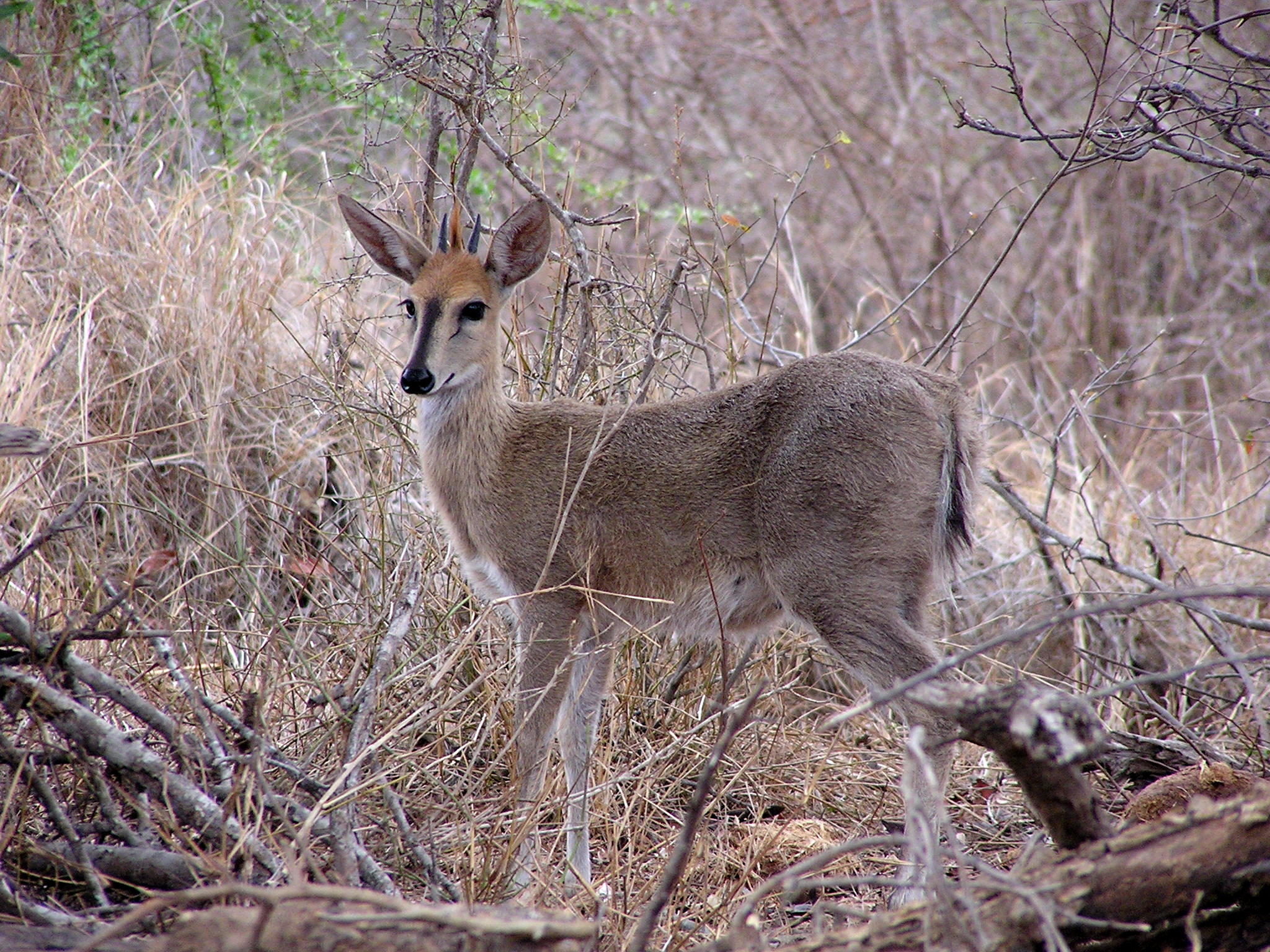
Silvicapra

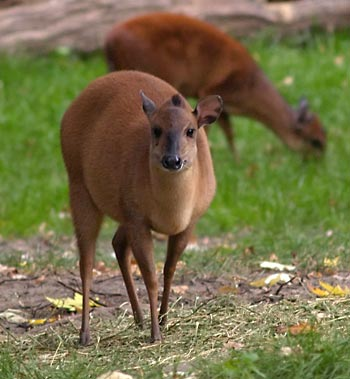
Cefalofo rosso

Attualmente sono riconosciute 21 specie ripartite in sei generi:
- Tribù Cephalophini Blyth, 1863

- Genere Sylvicapra Ogilby, 1837

- Silvicapra - Sylvicapra grimmia (Linnaeus, 1758)

- Genere Philantomba Blyth, 1840

- Cefalofo di Maxwell - Philantomba maxwellii (C. H. Smith, 1827)
- Cefalofo azzurro - Philantomba monticola (Thunberg, 1789)
- Cefalofo di Verheyen - Philantomba walteri Colyn, Hulselmans, Sonet, Oudé, de Winter, Natta, Nagy, & E. Verheyen, 2010

- Genere Cephalophula Knottnerus-Meyer, 1907

- Cefalofo zebra - Cephalophula zebra (Gray, 1838)

- Genere Leucocephalophus Bärmann, Fonseca, Langen e Kaleme, 2022

- Cefalofo di Aders Leucocephalophus adersi (Thomas, 1918)

- Genere Cephalophus C. H. Smith, 1827

- Cefalofo dorsale - Cephalophus dorsalis Gray, 1846
- Cefalofo di Jentink - Cephalophus jentinki Thomas, 1892
- Cefalofo dei boschi - Cephalophus silvicultor (Afzelius, 1815)
- Cefalofo di Abbott  - Cephalophus spadix True, 1890

- Genere Cephalophorus Gray, 1842

- Cefalofo di Brooke - Cephalophorus brookei (Thomas, 1903)
- Cefalofo di Peters - Cephalophorus callipygus (Peters, 1876)
- Cefalofo del Kivu - Cephalophorus kivuensis (Lönnberg, 1919)
- Cefalofo dal ventre bianco - Cephalophorus leucogaster (Gray, 1873)
- Cefalofo rosso - Cephalophorus natalensis (A. Smith, 1834)
- Cefalofo nero - Cephalophorus niger (Gray, 1846)
- Cefalofo dalla fronte nera - Cephalophorus nigrifrons (Gray, 1871)
- Cefalofo di Ogilby - Cephalophorus ogilbyi (Waterhouse, 1838)
- Cefalofo del Ruwenzori - Cephalophorus rubidus (Thomas, 1901)
- Cefalofo dai fianchi rossi - Cephalophorus rufilatus (Gray, 1846)
- Cefalofo di Weyns - Cephalophorus weynsi (Thomas, 1901)

Cephalophorus kivuensis veniva precedentemente considerato una sottospecie del cefalofo dalla fronte nera ed era stato descritto nel 1919 da Einar Lönnberg a partire da un esemplare di sesso femminile proveniente dal lago Kivu, nella parte orientale della Repubblica Democratica del Congo. Le analisi del DNA effettuate nel 2022 a partire da campioni fecali rinvenuti nel parco nazionale Kahuzi-Biéga nella regione del Kivu hanno rivelato una sequenza che non corrisponde ad altre specie di cefalofo della zona. Inoltre, le foto scattate dalle trappole fotografiche hanno rivelato individui che corrispondono alla forma descritta da Lönnberg. Tuttavia, finora non è stato possibile ottenere campioni di DNA dall'olotipo e pertanto non è stato possibile effettuare una verifica chiara. È stato possibile esaminare solo un esemplare museale, proveniente da una località della regione, la cui sequenza di DNA rientra nella variante del DNA ottenuto dai resti fecali.
Tradizionalmente, tutti i cefalofi, ad eccezione della silvicapra (Sylvicapra), venivano classificati nello stesso genere Cephalophus e quello che oggi costituisce il genere Philantomba, che comprende i piccolissimi cefalofi azzurri, veniva talvolta trattato come un suo sottogenere. Peter Grubb e Colin Peter Groves riconobbero poi Philantomba come genere distinto in uno studio del 2001 e, sulla base dei loro studi morfologici, collocarono questo genere accanto a Sylvicapra. Allo stesso tempo, venne pubblicato uno studio di genetica molecolare in cui Philantomba compariva come gruppo gemello di Cephalophus-Sylvicapra, aggiungendo ulteriori prove a sostegno della validità del genere Philantomba indipendentemente dalla sua esatta posizione filogenetica. Lo stesso studio rivelò l'esistenza di tre distinte linee evolutive in seno a Cephalophus. La prima comprendeva i cefalofi giganti, come il cefalofo di Jentink e il cefalofo dorsale, la seconda i cefalofi rossi dell'Africa occidentale, come il cefalofo di Peters e il cefalofo di Ogilby, e la terza i cefalofi rossi dell'Africa orientale, come il cefalofo rosso e il cefalofo dalla fronte nera. Un altro studio genetico del 2012 confermò pressoché esattamente questi risultati. Tuttavia, esso dimostrò che né il cefalofo di Aders né il cefalofo zebra potevano essere assegnati con precisione a uno di questi tre gruppi. Come ulteriore risultato, la silvicapra si rivelò essere una specie gemella dei cefalofi giganti e quindi un taxon più profondamente radicato nel genere Cephalophus di quanto originariamente ipotizzato: stando così le cose, il genere Cephalophus doveva considerarsi parafiletico. Di conseguenza, gli studiosi iniziarono a discutere se le varie specie di cefalofi rossi dovessero essere escluse da Cephalophus: a tale scopo, venne suggerito per loro un nome generico alternativo, Cephalophorus. Nello stesso contesto, venne valutata l'istituzione di due nuovi generi monotipici, Leucocephalophus per il cefalofo di Aders e Cephalophula per il cefalofo zebra. La tassonomia generale dei cefalofi stabilita dagli studi del 2001 e del 2012 è stata supportata da un'ulteriore analisi genetica del 2019. Nel 2022, nell'ambito di un altro studio genetico, si sono aggiunte nuove prove a quanto era già stato ipotizzato e il genere Cephalophus è stato suddiviso.
La posizione sistematica dei cefalofi all'interno della famiglia Bovidae è da molto tempo oggetto di grande dibattito. Una volta era pratica comune collocare i cefalofi alla base dell'albero evolutivo della famiglia; in quanto ritenuti molto simili ai primi bovidi del Miocene, erano considerati un ramo molto peculiare della famiglia. Successivamente, nel 1992, Alan W. Gentry li attribuì alla sottofamiglia dei bovini (Bovinae) sulla base di studi morfologici, mentre altri ipotizzarono una posizione intermedia tra i Bovinae e gli Antilopinae. I primi studi genetici rivelarono una stretta parentela con i Reduncini, vale a dire le cervicapre (Redunca) e le antilopi d'acqua (Kobus), e venne anche suggerita una stretta parentela con alcelafi e damalischi (Alcelaphini). Studi di genetica molecolare più recenti pongono la tribù dei cefalofi vicina a quelle cui appartengono il saltarupe (Oreotragini) e l'antilope reale (Neotragini). Il motivo di tali assegnazioni, talvolta anche molto diverse, risiede nelle numerose somiglianze e deviazioni dei cefalofi in termini di geni e anatomia.

## Evoluzione
Da un punto di vista filogenetico, i cefalofi sono un gruppo relativamente giovane. Gli studi di genetica molecolare suggeriscono che il gruppo comparve nel Miocene superiore, il che coinciderebbe con la comparsa di altri bovidi che vivono nelle foreste, come i Tragelaphini. Il genere Philantomba si separò dalla linea principale circa 7,55 milioni di anni fa, seguito dalla separazione dei cefalofi giganti e della silvicapra circa mezzo milione di anni dopo. La separazione tra i cefalofi rossi dell'Africa orientale e quelli dell'Africa occidentale avvenne solo nel Pliocene, circa 3,53 milioni di anni fa. Il forte livello di diversificazione dei cefalofi rossi, ma anche di altre linee evolutive, è probabilmente il risultato dei frequenti cambiamenti delle condizioni climatiche che ebbero luogo nel successivo Pleistocene. Durante i periodi di massimo glaciale, l'Africa sperimentò condizioni climatiche più secche, che provocarono l'espansione dei paesaggi aperti e la riduzione delle foreste. La cintura forestale che attraversava l'Africa occidentale e centrale si interruppe in più punti e le singole popolazioni rimasero isolate. Ciò, alla fine, portò ad eventi di speciazione allopatrica.
I resti fossili di cefalofo sono relativamente rari. Singoli denti isolati e frammenti di mandibola sono stati rinvenuti a Laetoli, in Tanzania. Nello stesso sito è stato rinvenuto anche un cono di corno, ma potrebbe appartenere anche ad un'altra forma di antilope. Questi resti hanno quasi quattro milioni di anni. Ulteriori reperti che risalgono al passaggio dal Pliocene al Pleistocene sono venuti alla luce a Koobi Fora, in Kenya. Inoltre, alcuni resti, inclusi singoli frammenti della mandibola e un cono di corno, sono stati recuperati a Makapansgat, in Sudafrica. Un altro frammento di mascella superiore è stato scoperto a Taung, sempre in Sudafrica. Entrambi i siti risalgono ad un'età simile corrispondente alla transizione dal Pliocene al Pleistocene. Tutti i reperti finora scoperti sono stati collocati nel genere Cephalophus.

## Conservazione
Sebbene il cefalofo dei boschi, il cefalofo di Maxwell, il cefalofo dorsale e il cefalofo dai fianchi rossi siano attualmente molto numerosi, le loro popolazioni sono in continua diminuzione nella maggior parte del loro areale. Ciò è dovuto in gran parte alla distruzione delle foreste tropicali, che ne riduce significativamente l'habitat. Anche se la maggior parte dei cefalofi riesce a sopravvivere bene negli habitat di vegetazione secondaria simili a foresta, la pressione venatoria su di essi è altissima, dato che la loro carne tenera è molto apprezzata come cibo. Tuttavia, vengono risparmiati dai cacciatori sportivi e dai cacciatori di trofei.
La IUCN elenca il cefalofo di Jentink e il cefalofo di Abbott tra le specie in pericolo di estinzione (Endangered), il cefalofo zebra e il cefalofo di Aders tra quelle vulnerabili (Vulnerable) e il cefalofo dei boschi, il cefalofo dorsale e il cefalofo dal ventre bianco tra quelle prossime alla minaccia (Near Threatened).